# Ardisia angustata
Ardisia angustata là một loài thực vật có hoa trong họ Anh thảo. Loài này được Urb. mô tả khoa học đầu tiên năm 1912.